# امباسور
امباسور (نام علمی: 'Embasaurus') (به معنی سوسمار امبا)، یک دایناسور گوشت‌خوار مربوط به دورهٔ کرتاسه پیشین می‌باشد. سنگوارهٔ این دایناسور در قزاقستان کشف شده‌است و در سال ۱۹۳۱ به وسیله آناتولی ریابینین نام‌گذاری شد.
گونه خاص این جنس امباسور میناکس نام دارد.

## مطالعه بیشتر
- Olshevsky, G. 2010. Dinosaur Genera List بایگانی‌شده  در ۱۵ ژوئیه ۲۰۱۱ توسط Wayback Machine. Retrieved July 7, 2010.
- Tweet, J. N.d. Thescelosaurus!. Retrieved April 16, 2009.
- Walters, M. & J. Paker 1995. Dictionary of Prehistoric Life. Claremont Books. ISBN 1-85471-648-4.
- Weishampel, D.B. , P. Dodson & H. Osmólska (Eds.) 2004. The Dinosauria, Second Edition. University of California Press, ISBN 0-520-24209-2.